# Henrik Kylin
Henrik Kylin es un deportista sueco que compitió en vela en la clase Tornado. Ganó una medalla de oro en el Campeonato Europeo de Tornado de 1982.

## Palmarés internacional
| Campeonato Europeo | Campeonato Europeo | Campeonato Europeo | Campeonato Europeo |
| Año                | Lugar              | Medalla            | Clase              |
| ------------------ | ------------------ | ------------------ | ------------------ |
| 1982               | Torbole (Italia)   | Medalla de oro     | Tornado            |